# Micromus bifasciatus
Micromus bifasciatus is een insect uit de familie van de bruine gaasvliegen (Hemerobiidae), die tot de orde netvleugeligen (Neuroptera) behoort. 
Micromus bifasciatus is voor het eerst wetenschappelijk beschreven door Tillyard in 1923.